# Blauer See (Porta Westfalica)
Der Blaue See ist ein See in einem aufgelassenen Steinbruch im Ortsteil Neesen der ostwestfälischen Stadt Porta Westfalica in Nordrhein-Westfalen. Der türkisfarbene See befindet sich inmitten des gleichnamigen Truppenübungsplatzes der Bundeswehr. Zur Flora zählen Laichkraut, Wasserminze und Teichsimse, zur Fauna Erdkröte und Bergmolch.

## Geschichte
Der Blaue See entstand als eine von zwei Kalkgruben des Zementwerks Porta-Union Westfalica in Neesen. Hier wurde Kalkstein gewonnen, um daraus Zement zu brennen. Die Firma wurde 1889 als Portland Zementfabrik gegründet und fiel 1931 der Weltwirtschaftskrise zum Opfer.  In der Silvesternacht 1899/1900 lief die obere Grube voll Wasser und konnte als Rohstoffquelle nicht mehr genutzt werden. Der hier entstandene See wurde lange, bis in die 1950er Jahre, als Badesee genutzt.
Aus der unteren Grube wurde noch bis zur Stilllegung des Werkes am 1. Januar 1931 gefördert. Das stillgelegte Gelände wurde ab 1938 durch die Wehrmacht genutzt, hier übten die Pioniere aus Minden.  1956 übernahm die neu gegründete Bundeswehr das Gelände als Truppenübungsplatz.